# Баунті (корабель)
Ба́унті (англ. HMAV Bounty) — британський корабель XVIII століття, відомий завдяки заколотові на ньому, який призвів до утворення поселення на острові Піткерн. Історія бунту стала легендарною, знайшла відображення у декількох романах, виставах і неодноразово екранізувалася. Було збудовано дві точні копії корабля у Канаді і Новій Зеландії.

## Історичні дані
Корабель «Баунті» спочатку мав назву «Бетія» і був побудований на корабельні біля м. Галл у Великій Британії у 1784 р. «Бетія» мала три щогли і була невеликим кораблем, її основною ціллю було транспортування вугілля. Коли з'явилася ідея направити експедицію в регіон Тихого океану за хлібними деревами, Королівський флот Великої Британії придбав «Бетію» 26 травня 1787 р. за 2 600 фунтів. Корабель було перебудовано і перейменовано на «Баунті», у трюмі створили спеціальні відсіки для саджанців хлібних дерев. Також були встановлені гармати і вантажному кораблеві надали статус військового корабля (HMAV) (англ. His Majesty's Armed Vessel — Військовий Корабель Його Величності). У порівнянні з іншими кораблями, які ходили в експедиції до Тихого океану Баунті був невеликим кораблем — водотоннажністю лише 215 т.

## Екіпаж
Спонсором експедиції за хлібними деревами був відомий натураліст та президент Королівського товариства Джозеф Бенкс, який призначив головою експедиції лейтенанта Вільяма Блая. Блай, у свою чергу, почав набирати екіпаж корабля і туди потрапили багато знайомих та протеже капітана. Серед них було декілька молодих людей із заможних сімей Великої Британії, таких як Флетчер Крістіан та Пітер Гейвуд. Решта з 46 членів екіпажу складали досвідчені моряки, був відряджений ботанік, садівник. На кораблі не було військової залоги, що було однією з причин заколоту 28 квітня 1789 р.

## Заколот
Іншою причиною заколоту стали стосунки між Вільямом Блаєм та декількома членами екіпажу, в першу чергу з Флетчером Крістіаном. Декілька членів екіпажу звинувачували Блая у жорстокості та неправомірних діях, які викликали заколот, однак за свідченням істориків поведінка капітана була навіть м'якшою ніж загалом у британському флоті. Після успішного завершення збору саджанців хлібного дерева та відвідин Таїті відносини між Блаєм та його офіцерами остаточно погіршилися, що призвело до заколоту 28 квітня 1789 р. Блай був арештований та висаджений з корабля на значно менший човен з іншими 18 членами екіпажу, які залишилися вірними капітанові. Заволодівши кораблем заколотники попрямували назад до Таїті, де висадили 16 чоловік і взяли на борт місцевих жінок та декількох чоловіків. Припливши до безлюдного о. Піткерн було вирішено залишитися там і корабель зруйнували. Нащадки шлюбів заколотників з таїтянками стали початком колонії на о. Піткерн. 30 листопада 1838 року Острови Піткерн увійшли до складу Британської імперії.

## Сучасні реконструкції

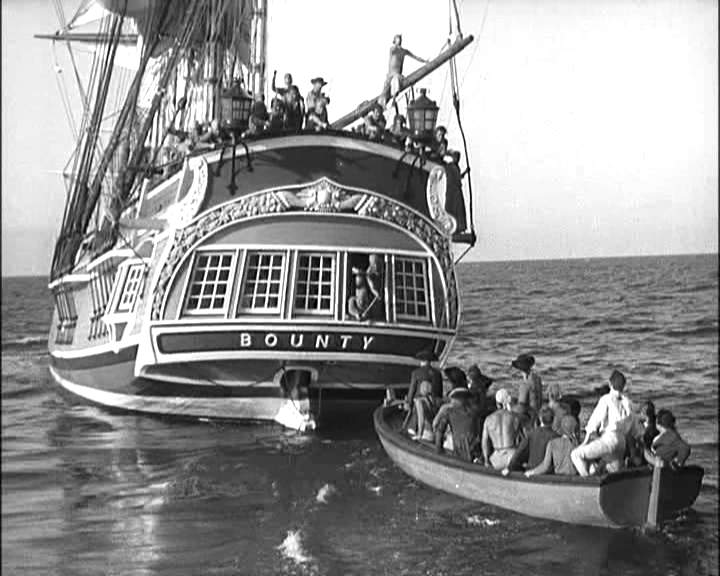
Корабель «Баунті» в екранізації заколоту 1935 року.

### Баунті ІІ
Завдяки великому розголосу, який отримала історія заколоту на Баунті зацікавленість у всьому що було пов'язане з кораблем не зникала. За мотивами цієї історичної події було знято декілька фільмів. Під час зйомок одного з них, у 1962 р. у м. Луненбург, Нова Шотландія в Канаді була побудована копія корабля. Спочатку кінокомпанія не мала наміру залишати корабель після зйомок і збиралася його спалити, але вдалося відстояти корабель і його назвали «Баунті ІІ». Кінокомпанії використовували корабель для піар-кампаній, але пізніше подарували його одному з благодійних товариств США.
Згодом корабель був приписаний до м. Санкт-Петербург у Флориді, де його використовували на зйомках таких фільмів як «Пірати Карибського моря». Протягом декількох років корабель ремонтували та вдосконалювали. У планах володарів корабля було здійснити подорож корабля по місцях плавання справжнього «Баунті» — включно з островом Піткерн.
29 жовтня 2012 року під час урагану «Сенді» 55 метровий вітрильник, що намагався обійти ураган, не витримав натиску стихії і затонув в 90 милях від мису Гаттерас (штат Північна Кароліна). На момент загибелі судно належало компанії «HMS Bounty» нью-йоркського бізнесмена Роберта Гансена. 15 з 16 членів екіпажу вітрильника були врятовані вертольотами берегової охорони США.

### Баунті ІІІ
1979 р. у Новій Зеландії була збудована інша копія корабля, якій дали назву «Баунті ІІІ». Ця копія використовувалася у екранізації заколоту на Баунті 1984 року. Корпус корабля був збудований з металу і покритий деревом. Протягом років ця копія Баунті використовувалася як туристичний корабель у Сіднеї, Австралія. Пізніше корабель продали одній з китайських компаній і тепер він знаходиться у Гонконзі. Мешканці Гонконгу дали кораблеві місцеву назву — «Чі Мінг».

## Баунті в мистецтві
- Заколот на «Баунті» (фільм, 1935)
- Заколот на Баунті (фільм, 1962)
- Заколон на Баунті (фільм, 1984)